# Ardem Patapoutian
Ardem Patapoutian (tiếng Armenia: Արտեմ Փաթափութեան; sinh năm 1967) là một nhà sinh học phân tử, nhà khoa học thần kinh người Mỹ gốc Armenia, đã đoạt giải Nobel. Ông được biết đến với công trình xác định đặc điểm của các thụ thể PIEZO1, PIEZO2 và TRPM8 phát hiện áp suất, tinh dầu bạc hà và nhiệt độ. Patapoutian là một giáo sư khoa học thần kinh và điều tra viên của Viện Y tế Howard Hughes tại Scripps Research ở La Jolla, California. Ông đã giành được giải Nobel Sinh lý học hoặc Y học vào năm 2021 cùng với David Julius.

## Học vấn
Patapoutian sinh ra ở Beirut, Lebanon trong một gia đình gốc Armenia. Ông theo học tại Đại học Mỹ tại Beirut trước khi di cư đến Hoa Kỳ vào năm 1986. Ông nhận bằng cử nhân về sinh học tế bào và phát triển của Đại học California, Los Angeles vào năm 1990 và bằng tiến sĩ ngành sinh học từ Viện Công nghệ California vào năm 1996. Khi là nghiên cứu sinh sau tiến sĩ, Patapoutian đã làm việc với Louis F. Reichardt tại Đại học California tại San Francisco. Năm 2000, ông trở thành trợ lý giáo sư tại Viện Nghiên cứu Scripps. Từ năm 2000 đến năm 2014, ông  đã đảm nhận vị trí nghiên cứu cho Quỹ Nghiên cứu Novartis. Kể từ năm 2014 Patapoutian là điều tra viên của Viện y tế Howard Hughes (HHMI).

## Sự nghiệp
Nghiên cứu của Patapoutian là về các thụ thể sinh học đối với nhiệt độ và xúc giác (nociception). Kiến thức được sử dụng để phát triển các phương pháp điều trị cho một loạt bệnh, bao gồm cả đau mãn tính. Những khám phá này giúp chúng ta có thể hiểu được cách thức các lực nóng, lạnh và cơ học kích hoạt các xung thần kinh. Ông nghiên cứu về quá trình truyền tín hiệu của các cảm biến. Ông đã có những đóng góp đáng kể trong việc xác định các kênh ion và thụ thể mới được kích hoạt bởi nhiệt độ, lực cơ học hoặc sự gia tăng thể tích tế bào. Patapoutian và các đồng nghiệp đã có thể chỉ ra rằng các kênh ion này đóng một vai trò nổi bật trong cảm giác nhiệt độ, cảm giác xúc giác, cảm giác nhạy cảm, cảm giác đau và điều hòa trương lực mạch máu. Nhiều nghiên cứu gần đây sử dụng gen chức năng kỹ thuật để xác định và mô tả các kênh ion nhạy cảm cơ học (cơ chế truyền tải).

## Giải thưởng và danh hiệu
Theo Google Scholar, Patapoutian có chỉ số h là 68, theo Scopus có tỷ lệ tham khảo là 1/63 (tính đến tháng 5 năm 2020). Ông là thành viên của Hiệp hội vì sự tiến bộ của khoa học Hoa Kỳ từ năm 2016, thành viên của Học viện Khoa học Quốc gia từ năm 2017 và của Học viện Khoa học và Nghệ thuật Hoa Kỳ từ năm 2020. Năm 2017 Patapoutian nhận được Giải thưởng W. Alden Spencer, vào năm 2019 là Giải thưởng Rosenstiel, vào năm 2020 là Giải thưởng Kavli về Khoa học thần kinh và Giải thưởng Biên giới Kiến thức của Quỹ BBVA về Sinh học/Y sinh.
Năm 2021, ông cùng David Julius thắng Giải Nobel Sinh lý học và Y khoa cho những khám phá của họ về thụ thể nhiệt độ và xúc giác.